# Hyalopsyche disjuncta
Hyalopsyche disjuncta là một loài Trichoptera trong họ Dipseudopsidae. Chúng phân bố ở miền Australasia.